# Angos
Pour les articles homonymes, voir Angos (homonymie).
Angos est une commune française située dans le centre du département des Hautes-Pyrénées, en région Occitanie. Sur le plan historique et culturel, la commune est de l’ancien comté de Bigorre, comté historique des Pyrénées françaises et de Gascogne.
Exposée à un climat de montagne, elle est drainée par l'Arrêt-Darré, l'Ousse, le Lassarenc et par un autre cours d'eau. La commune possède un patrimoine naturel remarquable composé d'une zone naturelle d'intérêt écologique, faunistique et floristique.
Angos est une commune rurale qui compte 227 habitants en 2022, après avoir connu une forte hausse de la population depuis 1975. Elle fait partie de l'aire d'attraction de Tarbes. Ses habitants sont appelés les Angosois ou  Angosoises.

## Géographie

### Localisation
La commune d'Angos se trouve dans le département des Hautes-Pyrénées, en région Occitanie.
Elle se situe à 8 km à vol d'oiseau de Tarbes, préfecture du département, et à 3 km de Barbazan-Debat, bureau centralisateur du canton du Moyen Adour dont dépend la commune depuis 2015 pour les élections départementales.
La commune fait en outre partie du bassin de vie de Tarbes.
Les communes les plus proches sont : 
Montignac (1,1 km), Calavanté (1,4 km), Mascaras (1,5 km), Fréchou-Fréchet (2,3 km), Lespouey (2,4 km), Barbazan-Debat (2,6 km), Allier (3,0 km), Lansac (3,4 km).
Sur le plan historique et culturel, Angos fait partie de l’ancien comté de Bigorre, comté historique des Pyrénées françaises et de Gascogne créé au IXe siècle puis rattaché au domaine royal en 1302, inclus ensuite au comté de Foix en 1425 puis une nouvelle fois rattaché au royaume de France en 1607. La commune est dans le pays de Tarbes et de la Haute Bigorre.
|                | Calavanté | Lespouey, Bordes (par un quadripoint) |
| Barbazan-Debat | Angos     | Lhez                                  |
| Allier         | Montignac | Mascaras                              |

### Hydrographie
La commune est dans le bassin de l'Adour, au sein du bassin hydrographique Adour-Garonne. Elle est drainée par l'Arrêt-Darré, l'Ousse, le Lassarenc et par un petit cours d'eau, constituant un réseau hydrographique de 6 km de longueur totale,.
L'Arrêt-Darré, d'une longueur totale de 25,5 km, prend sa source dans la commune de Pouzac et s'écoule du sud vers le nord. Il traverse la commune et se jette dans l'Arros à Goudon, après avoir traversé 23 communes.
L'Ousse, d'une longueur totale de 42,4 km, prend sa source dans la commune de Bartrès et s'écoule du sud vers le nord. Il traverse la commune et se jette dans le gave de Pau à Gelos, après avoir traversé 19 communes.

### Climat
Le climat est tempéré de type océanique, en raison de l'influence proche de l'océan Atlantique situé à peu près 150 km plus à l'ouest. La proximité des Pyrénées fait que la commune profite d'un effet de foehn, il peut aussi y neiger en hiver, même si cela reste inhabituel.
| Mois                              | jan.  | fév.  | mars  | avril | mai   | juin  | jui.  | août  | sep.  | oct.  | nov.  | déc.  | année   |
| --------------------------------- | ----- | ----- | ----- | ----- | ----- | ----- | ----- | ----- | ----- | ----- | ----- | ----- | ------- |
| Température minimale moyenne (°C) | 0,6   | 1,3   | 2,7   | 5,2   | 8,3   | 11,6  | 14,1  | 13,9  | 11,7  | 8     | 3,6   | 1,3   | 6,9     |
| Température moyenne (°C)          | 5,3   | 6,1   | 7,8   | 10    | 13,3  | 16,7  | 19,3  | 19    | 17,2  | 13,3  | 8,5   | 5,8   | 11,9    |
| Température maximale moyenne (°C) | 9,9   | 11    | 12,9  | 14,8  | 18,3  | 21,7  | 24,5  | 24    | 22,6  | 18,6  | 13,4  | 10,4  | 16,8    |
| Ensoleillement (h)                | 108,8 | 118,8 | 155,6 | 157,2 | 181,3 | 191,5 | 215,5 | 196,4 | 194,5 | 164,4 | 124,4 | 104,4 | 1 912,8 |
| Précipitations (mm)               | 112,8 | 97,5  | 100,2 | 105,7 | 113,6 | 80,7  | 57,3  | 70,3  | 71    | 85,2  | 93    | 112,1 | 1 099,4 |

### Milieux naturels et biodiversité

#### Zones naturelles d'intérêt écologique, faunistique et floristique

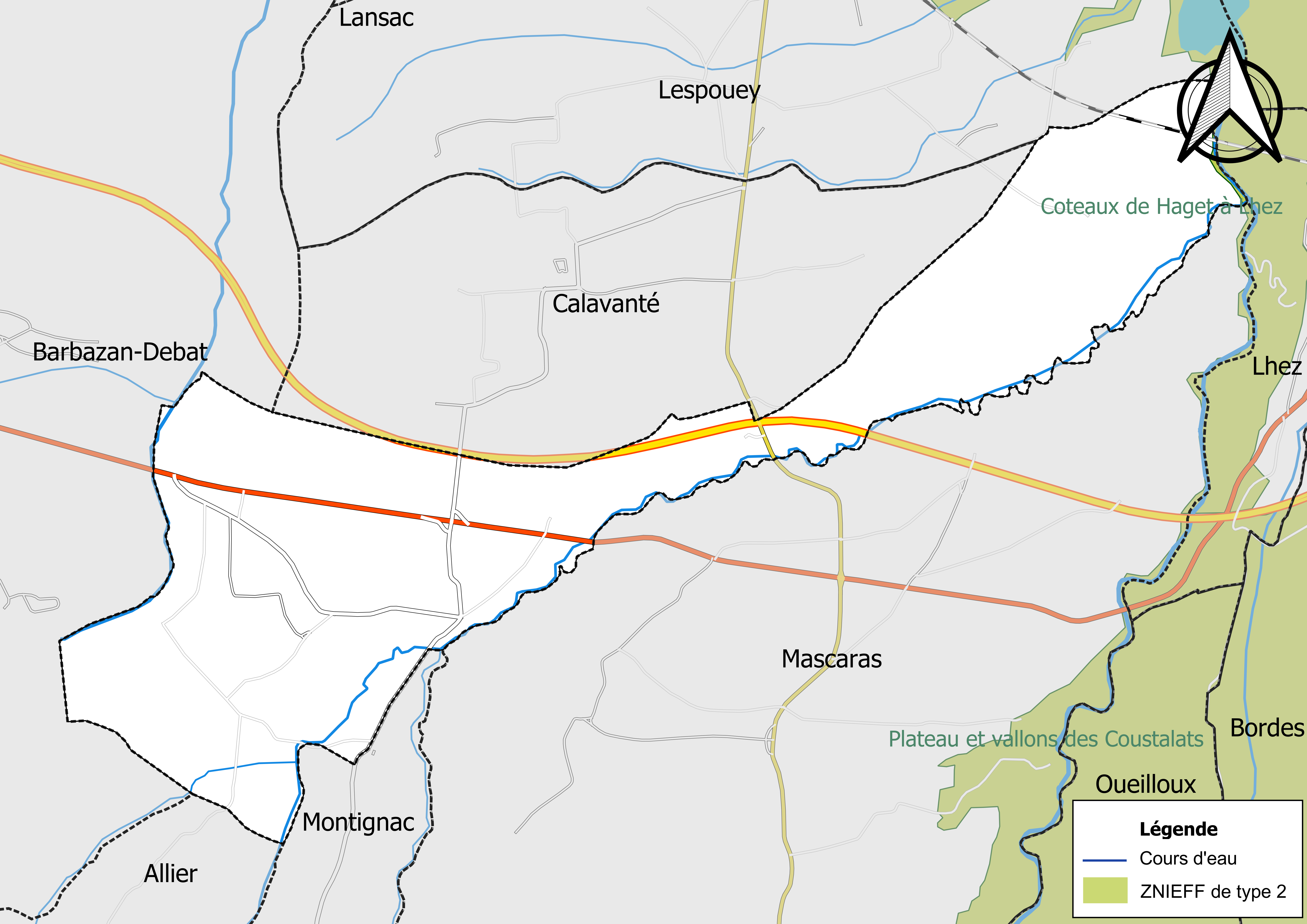
Carte de la ZNIEFF de type 2 localisée sur la commune.

L’inventaire des zones naturelles d'intérêt écologique, faunistique et floristique (ZNIEFF) a pour objectif de réaliser une couverture des zones les plus intéressantes sur le plan écologique, essentiellement dans la perspective d’améliorer la connaissance du patrimoine naturel national et de fournir aux différents décideurs un outil d’aide à la prise en compte de l’environnement dans l’aménagement du territoire.
Une ZNIEFF de type 2 est recensée sur la commune,
les « coteaux de Haget à Lhez » (4 261 ha), couvrant 32 communes dont quatre dans le Gers et 28 dans les Hautes-Pyrénées.

## Urbanisme

### Typologie
Au 1er janvier 2024, Angos est catégorisée commune rurale à habitat dispersé, selon la nouvelle grille communale de densité à sept niveaux définie par l'Insee en 2022.
Elle est située hors unité urbaine. Par ailleurs la commune fait partie de l'aire d'attraction de Tarbes, dont elle est une commune de la couronne,. Cette aire, qui regroupe 153 communes, est catégorisée dans les aires de 50 000 à moins de 200 000 habitants,.

### Occupation des sols
L'occupation des sols de la commune, telle qu'elle ressort de la base de données européenne d’occupation biophysique des sols Corine Land Cover (CLC), est marquée par l'importance des territoires agricoles (75,7 % en 2018), en augmentation par rapport à 1990 (72,6 %). La répartition détaillée en 2018 est la suivante : 
zones agricoles hétérogènes (64 %), forêts (14,9 %), prairies (11,7 %), zones urbanisées (9,4 %).
L'IGN met par ailleurs à disposition un outil en ligne permettant de comparer l’évolution dans le temps de l’occupation des sols de la commune (ou de territoires à des échelles différentes). Plusieurs époques sont accessibles sous forme de cartes ou photos aériennes : la carte de Cassini (XVIIIe siècle), la carte d'état-major (1820-1866) et la période actuelle (1950 à aujourd'hui).

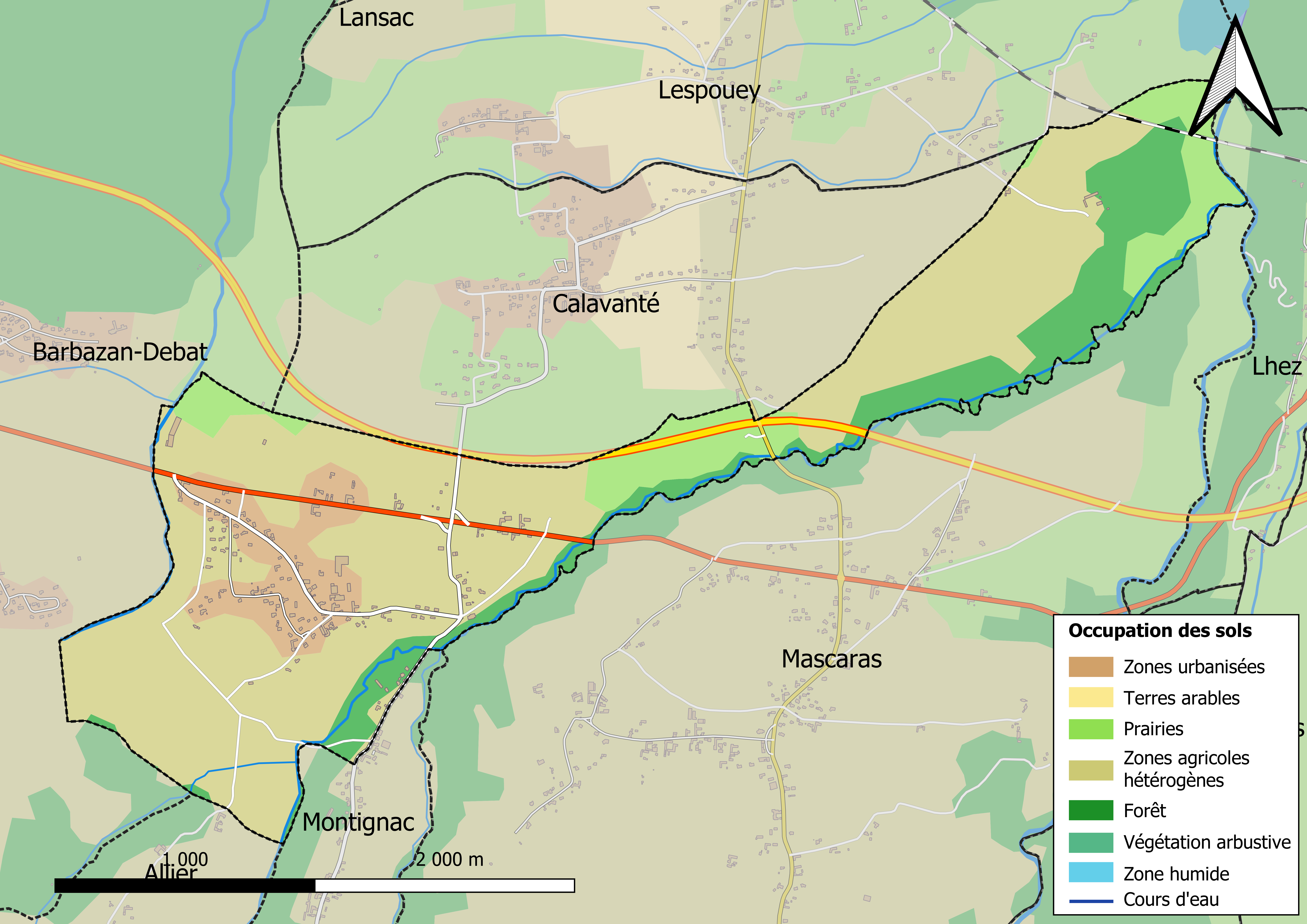
Carte des infrastructures et de l'occupation des sols en 2018 (CLC) de la commune.
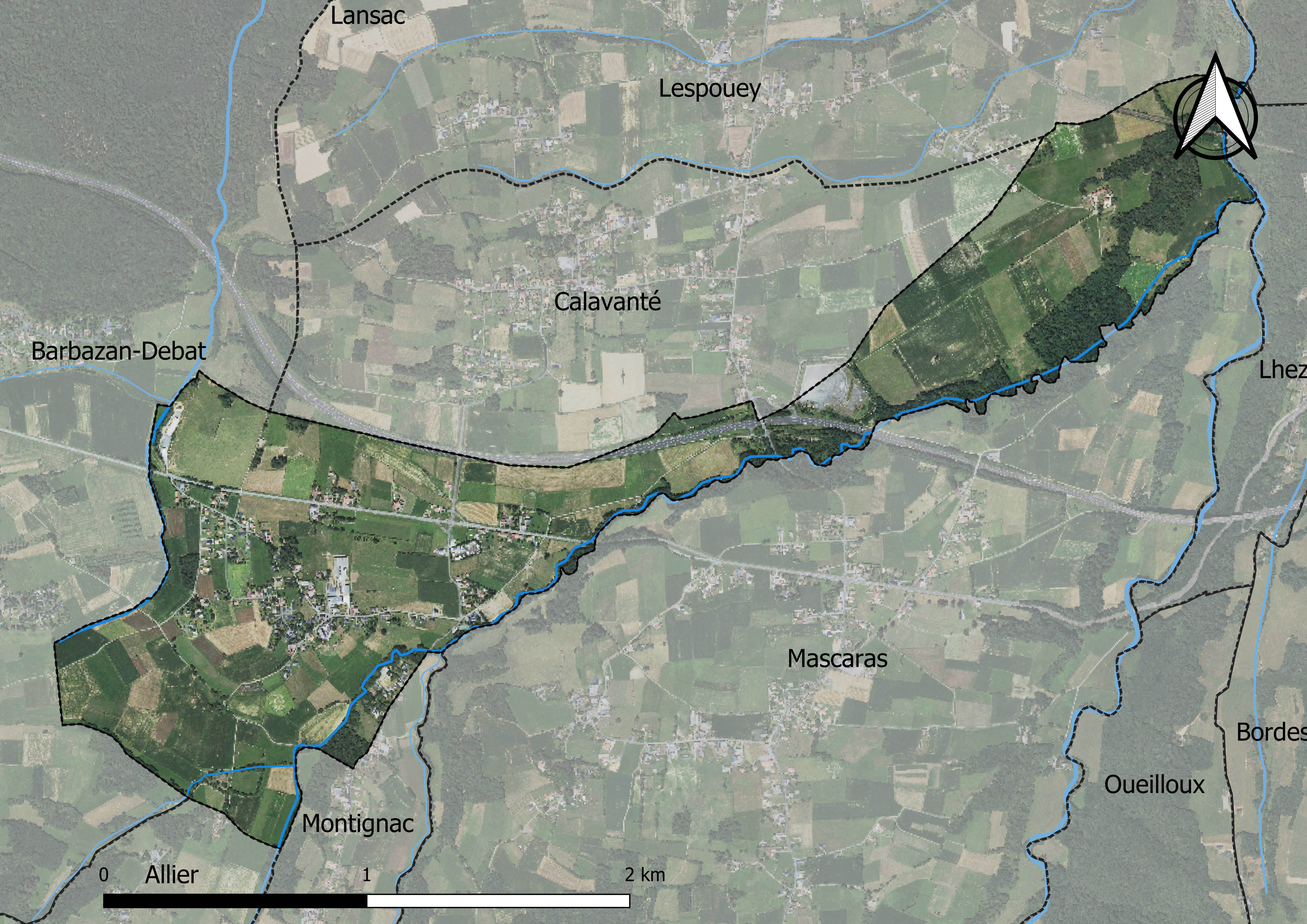
Carte orthophotogrammétrique de la commune.

### Logement
En 2012, le nombre total de logements dans la commune est de 96.

Parmi ces logements, 93,8 % sont des résidences principales, 0,0 % des résidences secondaires et 6,3 % des logements vacants.

### Voies de communication et transports
Cette commune est desservie par la route départementale D 817 et par les routes départementales D 5 et D 305 et est traversée par l'autoroute A64.

### Risques majeurs
Le territoire de la commune d'Angos est vulnérable à différents aléas naturels : météorologiques (tempête, orage, neige, grand froid, canicule ou sécheresse), inondations, mouvements de terrains et séisme (sismicité modérée). Il est également exposé à un risque technologique,  le transport de matières dangereuses. Un site publié par le BRGM permet d'évaluer simplement et rapidement les risques d'un bien localisé soit par son adresse soit par le numéro de sa parcelle.

#### Risques naturels
Certaines parties du territoire communal sont susceptibles d’être affectées par le risque d’inondation par débordement de cours d'eau, notamment l'Arrêt-Darré et l'Ousse. La cartographie des zones inondables en ex-Midi-Pyrénées réalisée dans le cadre du XIe Contrat de plan État-région, visant à informer les citoyens et les décideurs sur le risque d’inondation, est accessible sur le site de la DREAL Occitanie. La commune a été reconnue en état de catastrophe naturelle au titre des dommages causés par les inondations et coulées de boue survenues en 1982, 1988, 1999, 2009 et 2018,.
Angos est exposée au risque de feu de forêt. Un plan départemental de protection des forêts contre les incendies a été approuvé par arrêté préfectoral le 21 avril 2020 pour la période 2020-2029. Le précédent couvrait la période 2007-2017. L’emploi du feu est régi par deux types de réglementations. D’abord le code forestier et l’arrêté préfectoral du 27 octobre 2014, qui réglementent l’emploi du feu à moins de 200 m des espaces naturels combustibles sur l’ensemble du département. Ensuite celle établie dans le cadre de la lutte contre la pollution de l’air, qui interdit le brûlage des déchets verts des particuliers. L’écobuage est quant à lui réglementé dans le cadre de commissions locales d’écobuage (CLE).

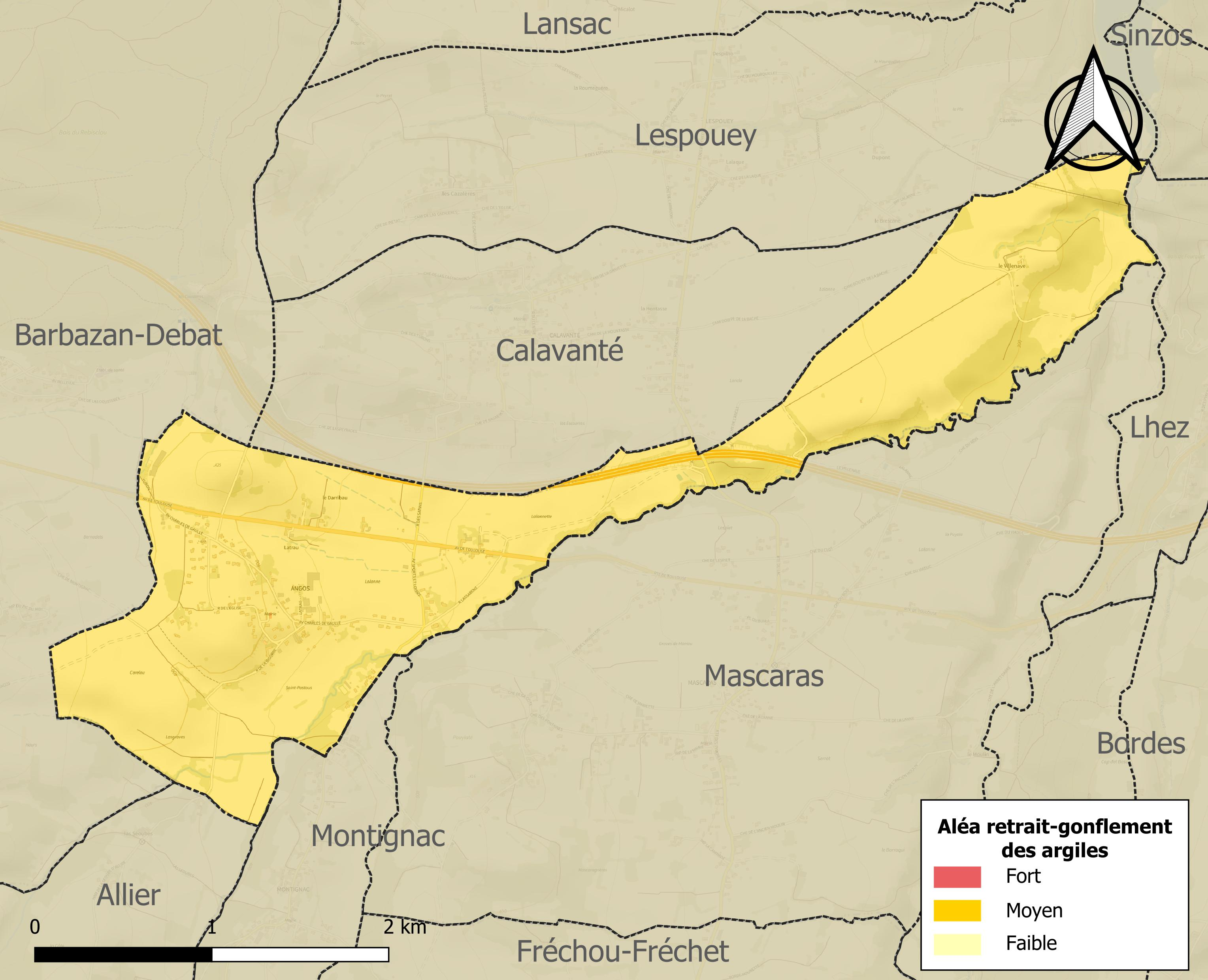
Carte des zones d'aléa retrait-gonflement des sols argileux d'Angos.

Les mouvements de terrains susceptibles de se produire sur la commune sont des tassements différentiels.
Le retrait-gonflement des sols argileux est susceptible d'engendrer des dommages importants aux bâtiments en cas d’alternance de périodes de sécheresse et de pluie. La totalité de la commune est en aléa moyen ou fort (44,5 % au niveau départemental et 48,5 % au niveau national). Sur les 101 bâtiments dénombrés sur la commune en 2019, 101 sont en aléa moyen ou fort, soit 100 %, à comparer aux 75 % au niveau départemental et 54 % au niveau national. Une cartographie de l'exposition du territoire national au retrait gonflement des sols argileux est disponible sur le site du BRGM,.
Par ailleurs, afin de mieux appréhender le risque d’affaissement de terrain, l'inventaire national des cavités souterraines permet de localiser celles situées sur la commune.
Concernant les mouvements de terrains, la commune a été reconnue en état de catastrophe naturelle au titre des dommages causés par des mouvements de terrain en 1999.

#### Risque technologique
Le risque de transport de matières dangereuses sur la commune est lié à sa traversée par une route à fort trafic, une ligne de chemin de fer et une canalisation de transport d'hydrocarbures. Un accident se produisant sur de telles infrastructures est susceptible d’avoir des effets graves sur les biens, les personnes ou l'environnement, selon la nature du matériau transporté. Des dispositions d’urbanisme peuvent être préconisées en conséquence.

## Toponymie

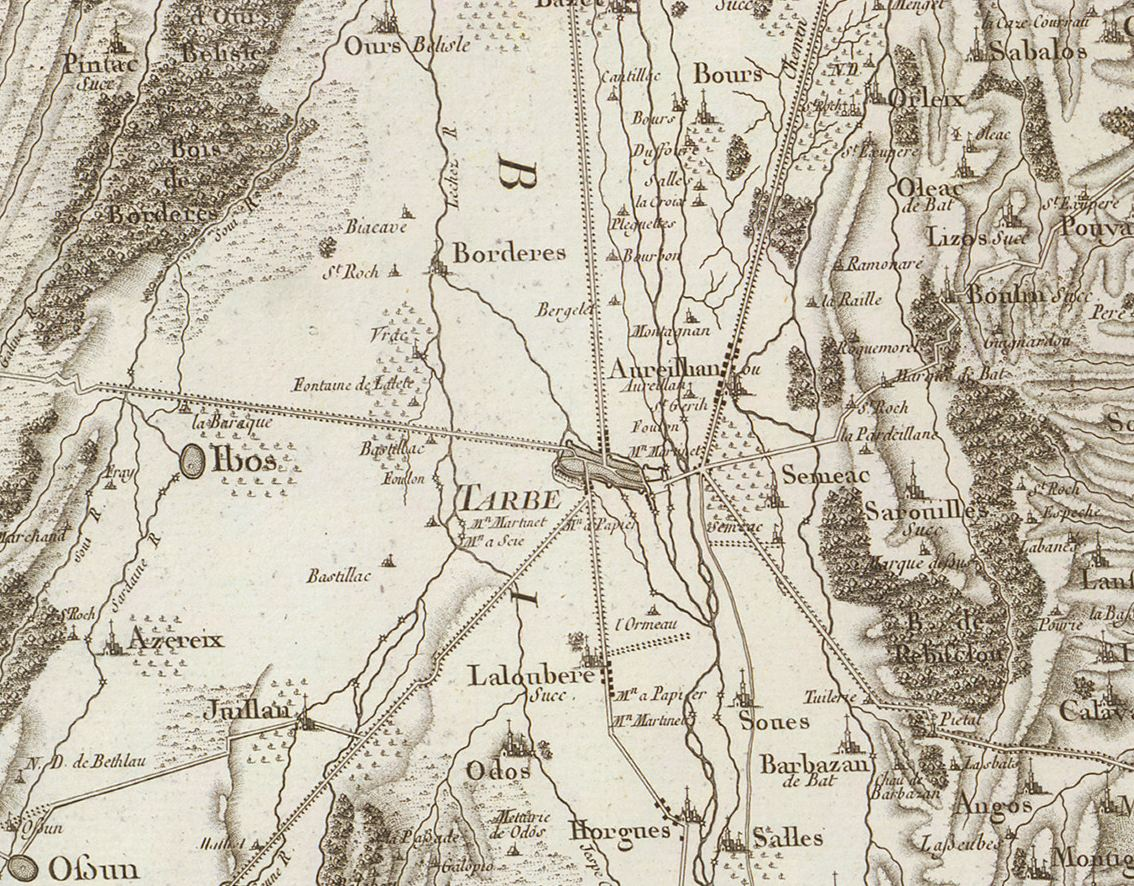
Extrait de la carte de Cassini (entre 1756 et 1789) situant Angos au sud est de Tarbes

### Attestation anciennes
On trouvera les principales informations dans le Dictionnaire toponymique des communes des Hautes-Pyrénées de Michel Grosclaude et Jean-François Le Nail qui rapporte les attestations anciennes de la localité.
- D-Angos, (1313, Debita regi Navarre) ;
- de Angossio, latin (1379, procuration Tarbes) ;
- Angos, (1406, livre vert de  Bénac) ;
- Anguos, Angos, (1429, censier de Bigorre) ;
- Angos, (fin XVIIIe siècle, carte de Cassini).

### Étymologie
D'un *Fangos, devenu *Hangos en gascon (comme en castillan) par amuïssement régulier du F- initial, contrairement au reste du domaine occitan qui le conserve. *Hangos est identique au mot français fangeux et signifie donc « lieu boueux, fangeux ».
Nom occitan : Angòs.

## Histoire

### Cadastre napoléonien d' Angos
Le plan cadastral napoléonien d'Angos est consultable sur le site des Archives départementales des Hautes-Pyrénées.

## Politique et administration

### Liste des maires

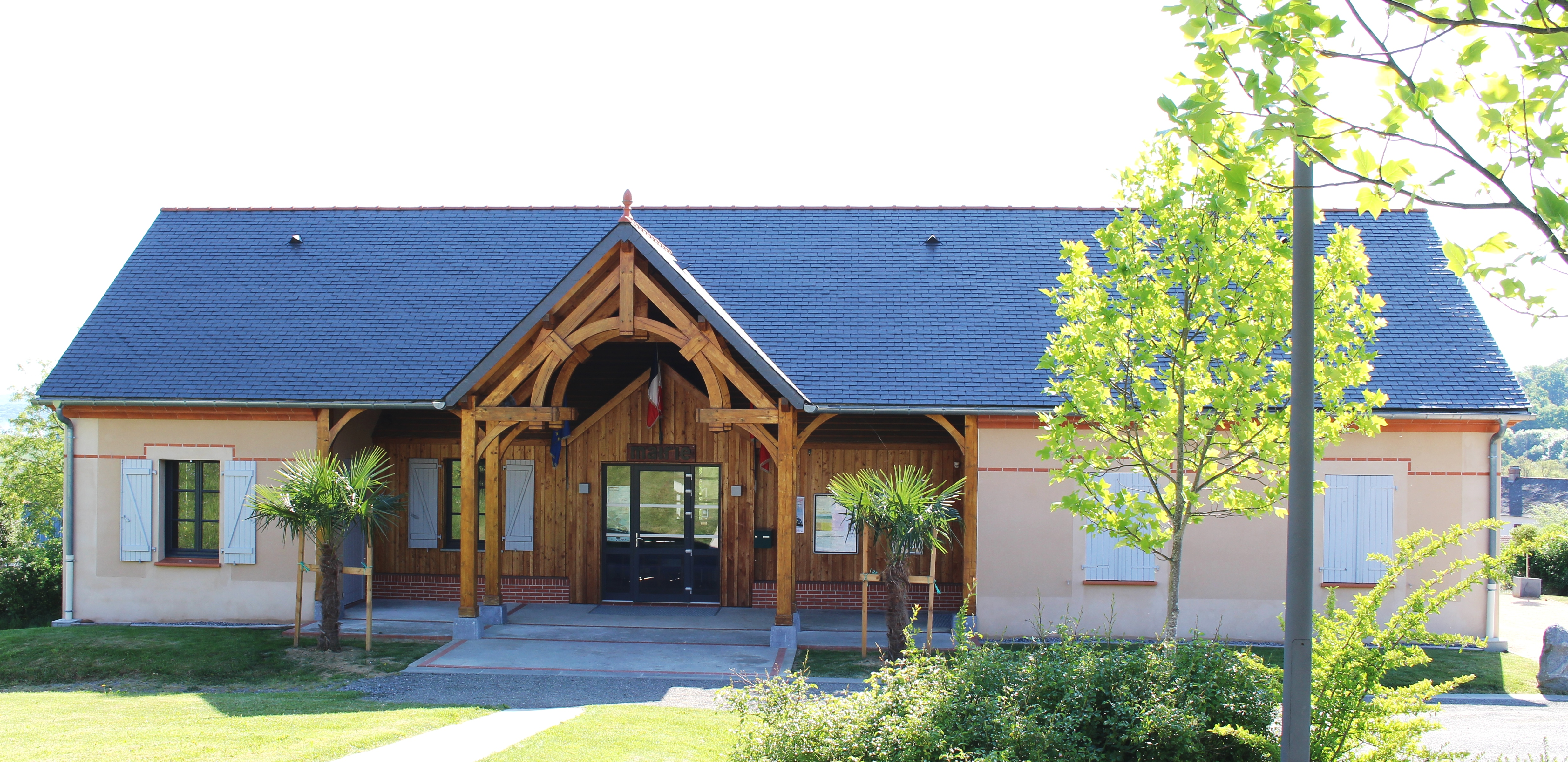
La mairie en 2017.

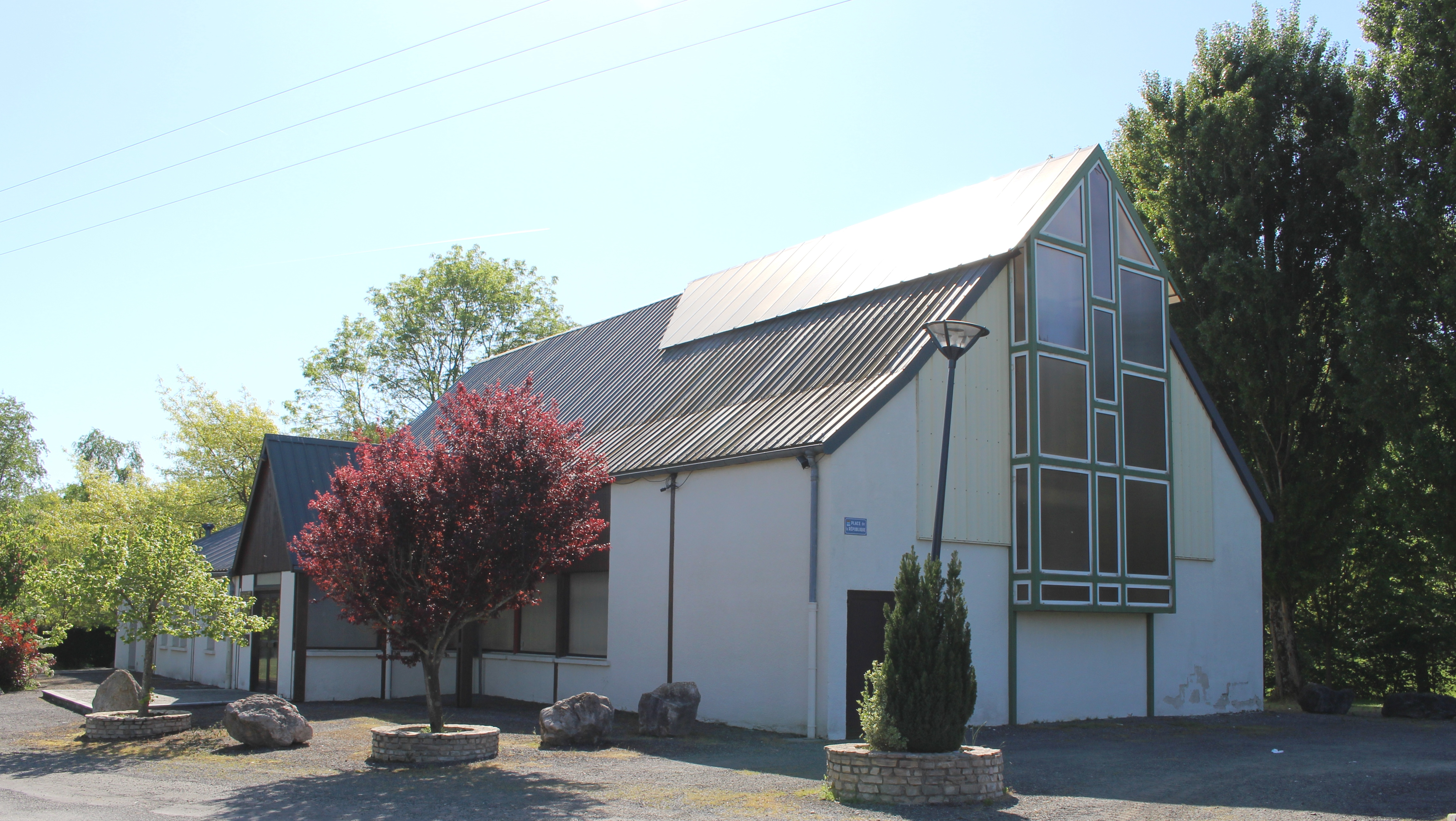
Le foyer rural en 2017.

| Période                                  | Période   | Identité             | Étiquette | Qualité  |
| ---------------------------------------- | --------- | -------------------- | --------- | -------- |
| Les données manquantes sont à compléter. |           |                      |           |          |
|                                          |           |                      |           |          |
| mars 1989                                | mars 1995 | Jean Barthe          |           |          |
| mars 1995                                | mars 2020 | Jean-Christian Amare |           | retraité |
| mars 2020                                | en cours  | Francine Mateos      |           |          |

### Rattachements administratifs et électoraux

#### Historique administratif
Pays et sénéchaussée de Bigorre, quarteron de Tarbes, canton de Tarbes, de Bernac-Debat (1790), de Tarbes-Sud (1801), de Séméac (1973-2014).

#### Intercommunalité
Angos appartient à la Communauté d'agglomération Tarbes-Lourdes-Pyrénées créée en janvier 2017 et qui réunit 86 communes, ses compétences touchent aux transports, aux gens du voyage, à la culture, aux sports, à l'environnement, au pôle universitaire et à la politique de la ville.

## Population et société

### Démographie

#### Évolution démographique

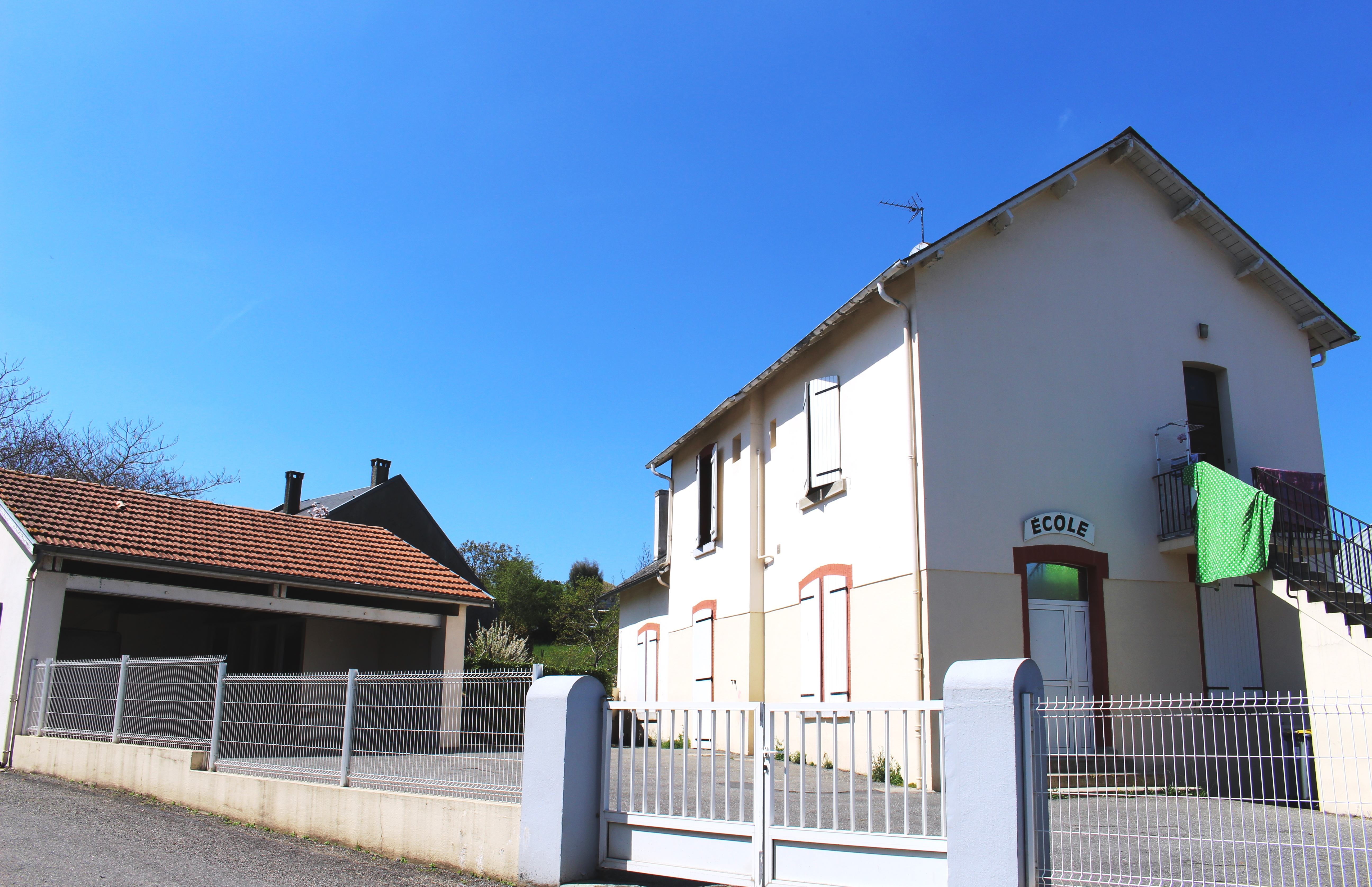
L’école élémentaire en 2017.

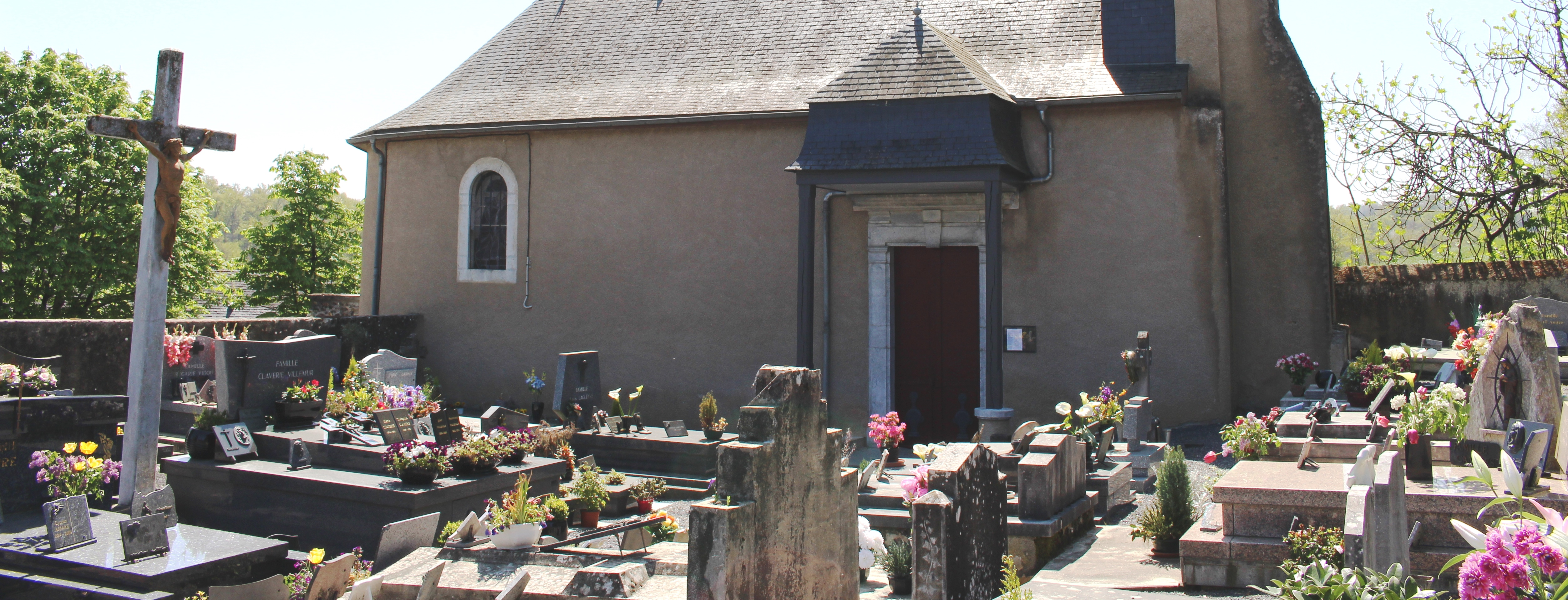
Le cimetière.

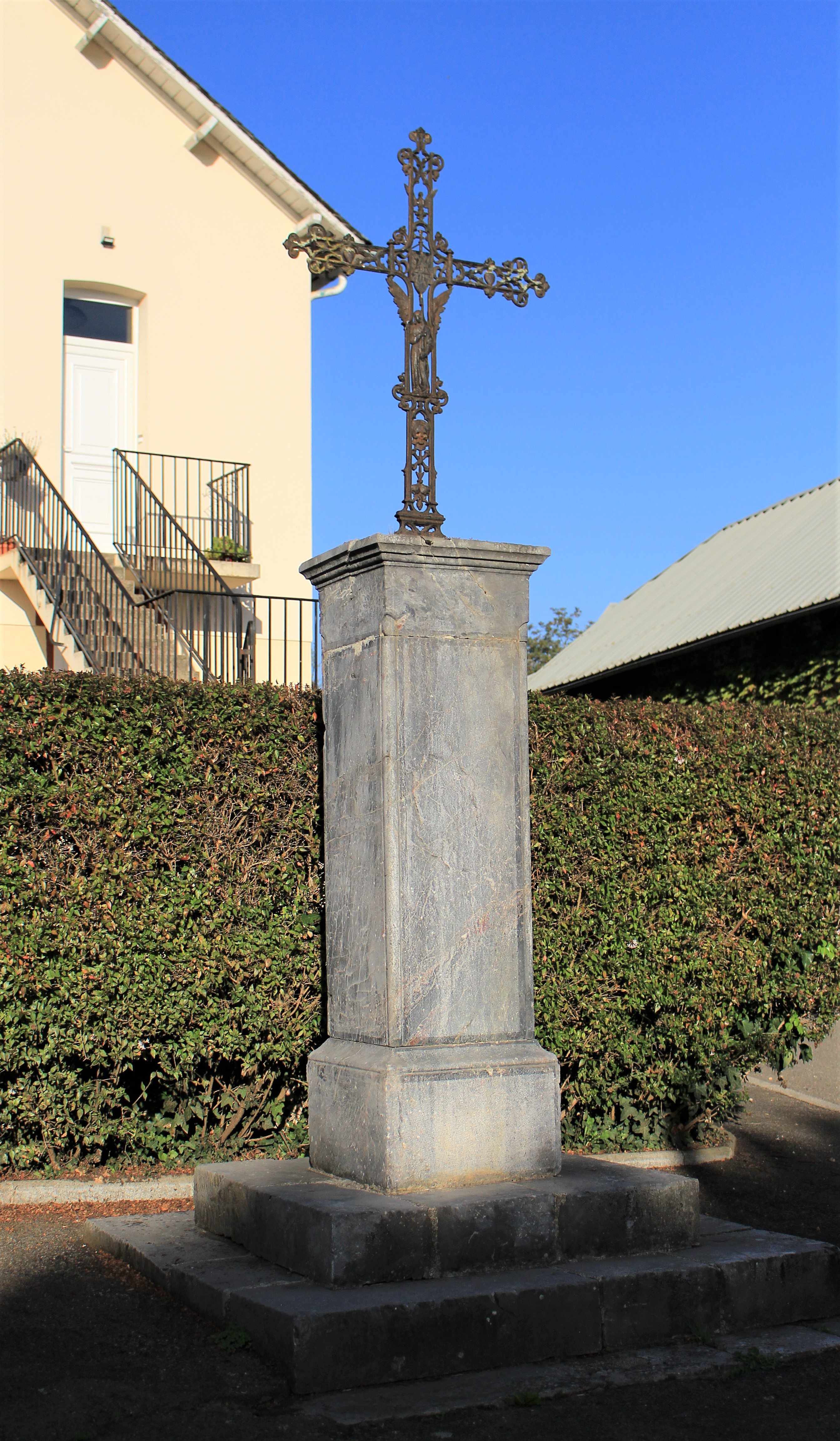
Une croix.

L'évolution du nombre d'habitants est connue à travers les recensements de la population effectués dans la commune depuis 1793. Pour les communes de moins de 10 000 habitants, une enquête de recensement portant sur toute la population est réalisée tous les cinq ans, les populations de référence des années intermédiaires étant quant à elles estimées par interpolation ou extrapolation. Pour la commune, le premier recensement exhaustif entrant dans le cadre du nouveau dispositif a été réalisé en 2007.

En 2022, la commune comptait 227 habitants, en évolution de −0,44 % par rapport à 2016 (Hautes-Pyrénées : +1,59 %, France hors Mayotte : +2,11 %).
| 1793 | 1800 | 1806 | 1821 | 1831 | 1836 | 1841 | 1846 | 1851 |
| ---- | ---- | ---- | ---- | ---- | ---- | ---- | ---- | ---- |
| 156  | 110  | 144  | 145  | 176  | 199  | 189  | 207  | 202  |

| 1856 | 1861 | 1866 | 1876 | 1881 | 1886 | 1891 | 1896 | 1901 |
| ---- | ---- | ---- | ---- | ---- | ---- | ---- | ---- | ---- |
| 213  | 196  | 101  | 164  | 156  | 163  | 157  | 150  | 135  |

| 1906 | 1911 | 1921 | 1926 | 1931 | 1936 | 1946 | 1954 | 1962 |
| ---- | ---- | ---- | ---- | ---- | ---- | ---- | ---- | ---- |
| 132  | 127  | 111  | 110  | 104  | 105  | 119  | 126  | 117  |

| 1968 | 1975 | 1982 | 1990 | 1999 | 2006 | 2007 | 2012 | 2017 |
| ---- | ---- | ---- | ---- | ---- | ---- | ---- | ---- | ---- |
| 117  | 115  | 173  | 201  | 203  | 228  | 231  | 226  | 223  |

| 2022 | - | - | - | - | - | - | - | - |
| ---- | - | - | - | - | - | - | - | - |
| 227  | - | - | - | - | - | - | - | - |

### Enseignement
La commune dépend de l'académie de Toulouse. Elle dispose d’une école en 2017.
- École élémentaire

## Économie

### Revenus
En 2018, la commune compte 99 ménages fiscaux, regroupant 236 personnes. La médiane du revenu disponible par unité de consommation est de 22 960 € (20 420 € dans le département).

### Emploi
| Division       | 2008  | 2013  | 2018  |
| -------------- | ----- | ----- | ----- |
| Commune        | 2,7 % | 5 %   | 4,2 % |
| Département    | 7,7 % | 9,4 % | 9,8 % |
| France entière | 8,3 % | 10 %  | 10 %  |

En 2018, la population âgée de 15 à 64 ans s'élève à 119 personnes, parmi lesquelles on compte 80,5 % d'actifs (76,3 % ayant un emploi et 4,2 % de chômeurs) et 19,5 % d'inactifs,. Depuis 2008, le taux de chômage communal (au sens du recensement) des 15-64 ans est inférieur à celui de la France et du département.
La commune fait partie de la couronne de l'aire d'attraction de Tarbes, du fait qu'au moins 15 % des actifs travaillent dans le pôle,. Elle compte 32 emplois en 2018, contre 24 en 2013 et 20 en 2008. Le nombre d'actifs ayant un emploi résidant dans la commune est de 94, soit un indicateur de concentration d'emploi de 33,6 % et un taux d'activité parmi les 15 ans ou plus de 54,7 %.
Sur ces 94 actifs de 15 ans ou plus ayant un emploi, 13 travaillent dans la commune, soit 14 % des habitants. Pour se rendre au travail, 91,5 % des habitants utilisent un véhicule personnel ou de fonction à quatre roues, 4,3 % s'y rendent en deux-roues, à vélo ou à pied et 4,3 % n'ont pas besoin de transport (travail au domicile).

## Culture locale et patrimoine

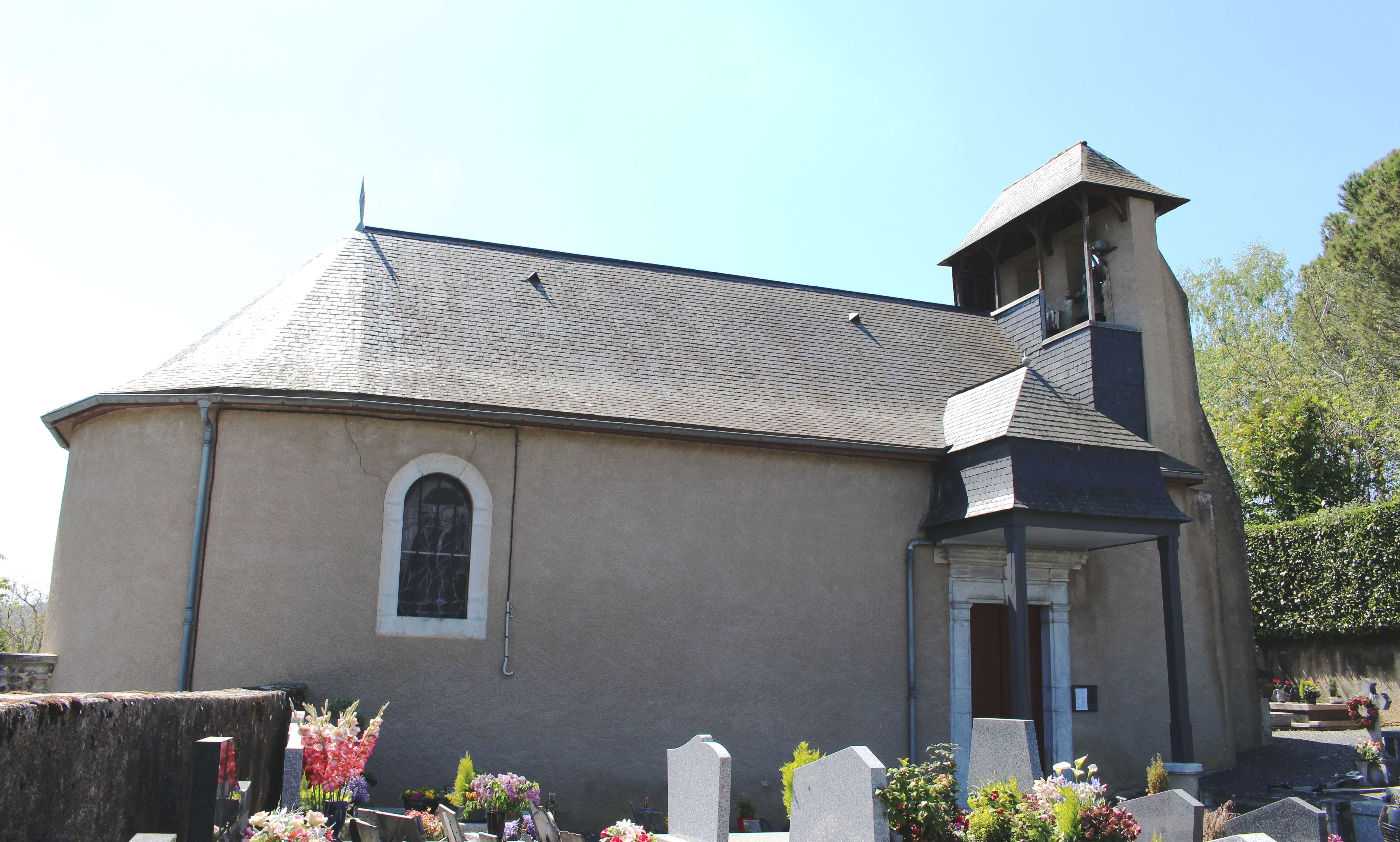
L'église Saint-Saturnin en 2017.

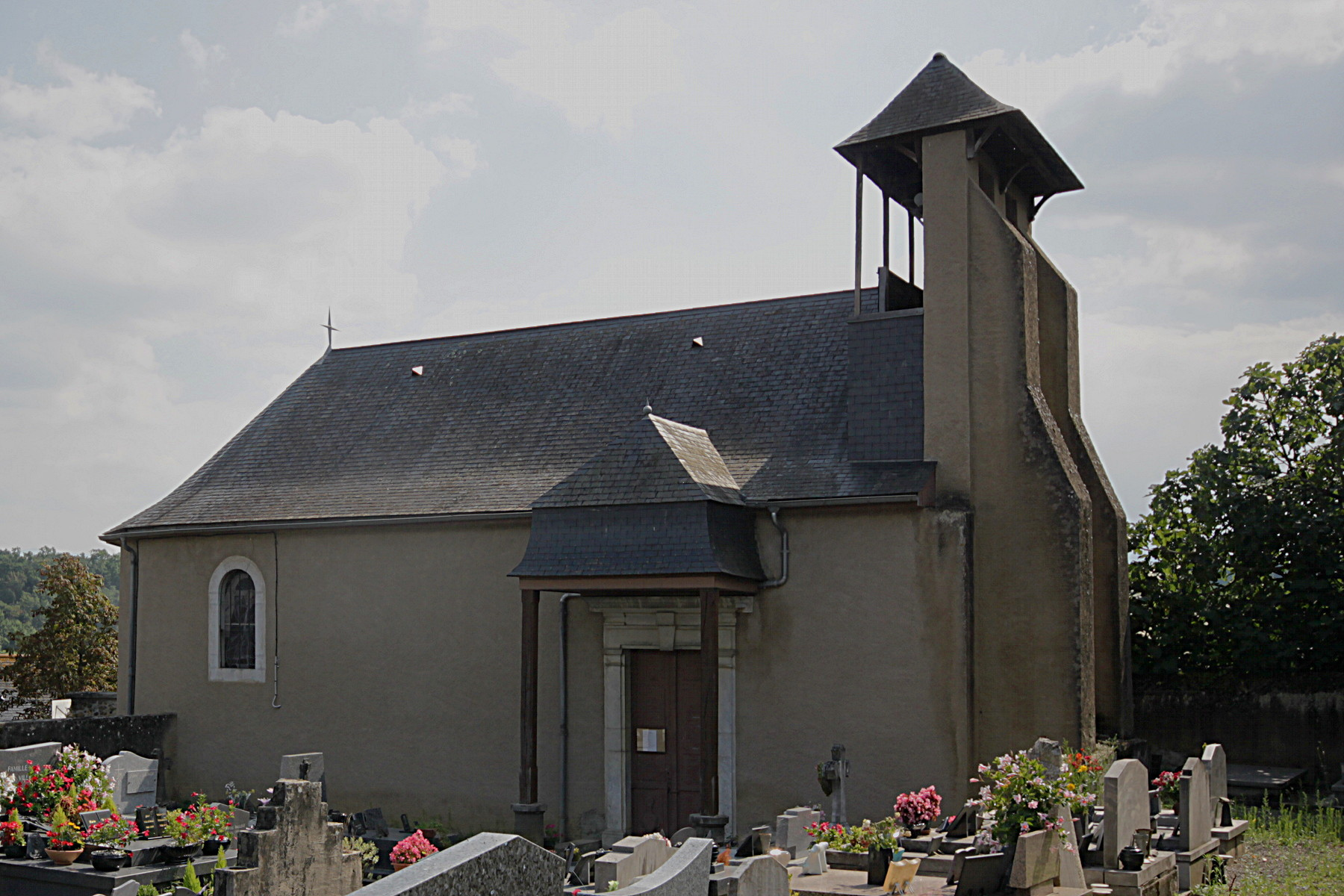
L'église Saint-Saturnin.

### Lieux et monuments

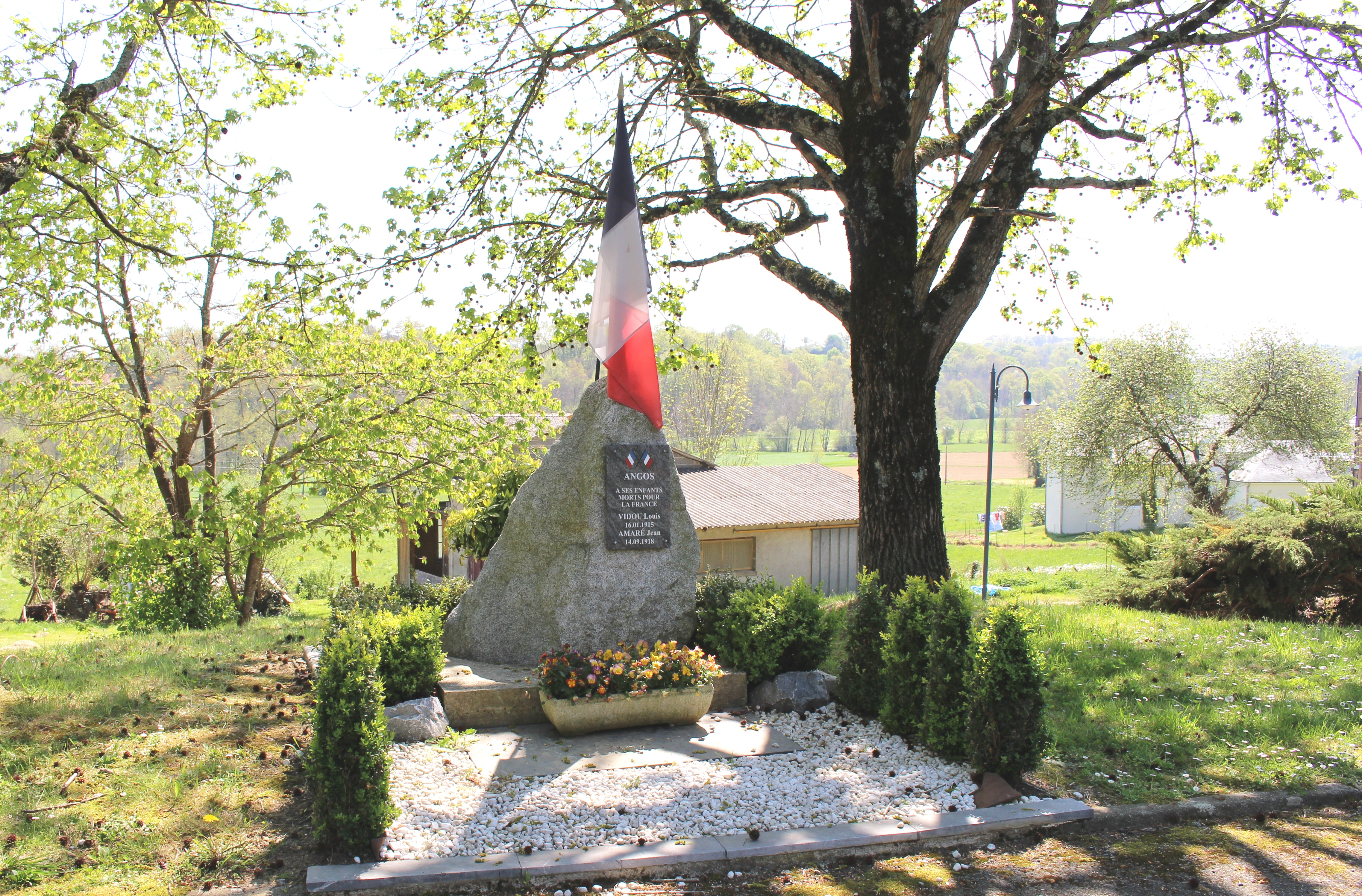
Le monument aux morts municipal.

- Église Saint-Saturnin d'Angos.